# Vedran Madžar
Vedran Madžar (Spalato, 24 marzo 1975) è un allenatore di calcio ed ex calciatore croato, di ruolo attaccante.

## Carriera

### Allenatore
Nell'agosto 2022 succede a Frane Lojić la guida del GOŠK Dubrovnik. L'anno seguente, dopo aver portato i Gospari al dodicesimo posto nella 3. NL, decide di lasciare l'incarico.